# Acremodontina kermadecensis
Acremodontina kermadecensis är en snäckart som beskrevs av B.A. Marshall 1995. Acremodontina kermadecensis ingår i släktet Acremodontina och familjen Trochaclididae. Inga underarter finns listade i Catalogue of Life.